# Min fars hus
Min fars hus er en dansk kortfilm produceret af Danmarks Radio efter et forlæg af Fjodor Dostojevskij.
Den 40-minutter lange kortfilm havde tv-premiere den 12. december 1974.
Leon Munkholm og  Poul Trier Pedersen fungerede som producere og blandt de medvirkende var Eugenio Barba, Jens Christensen, Ragnar Louis Christiansen og Else Marie Laukvik.